# 金沙灘 (瓦爾納)

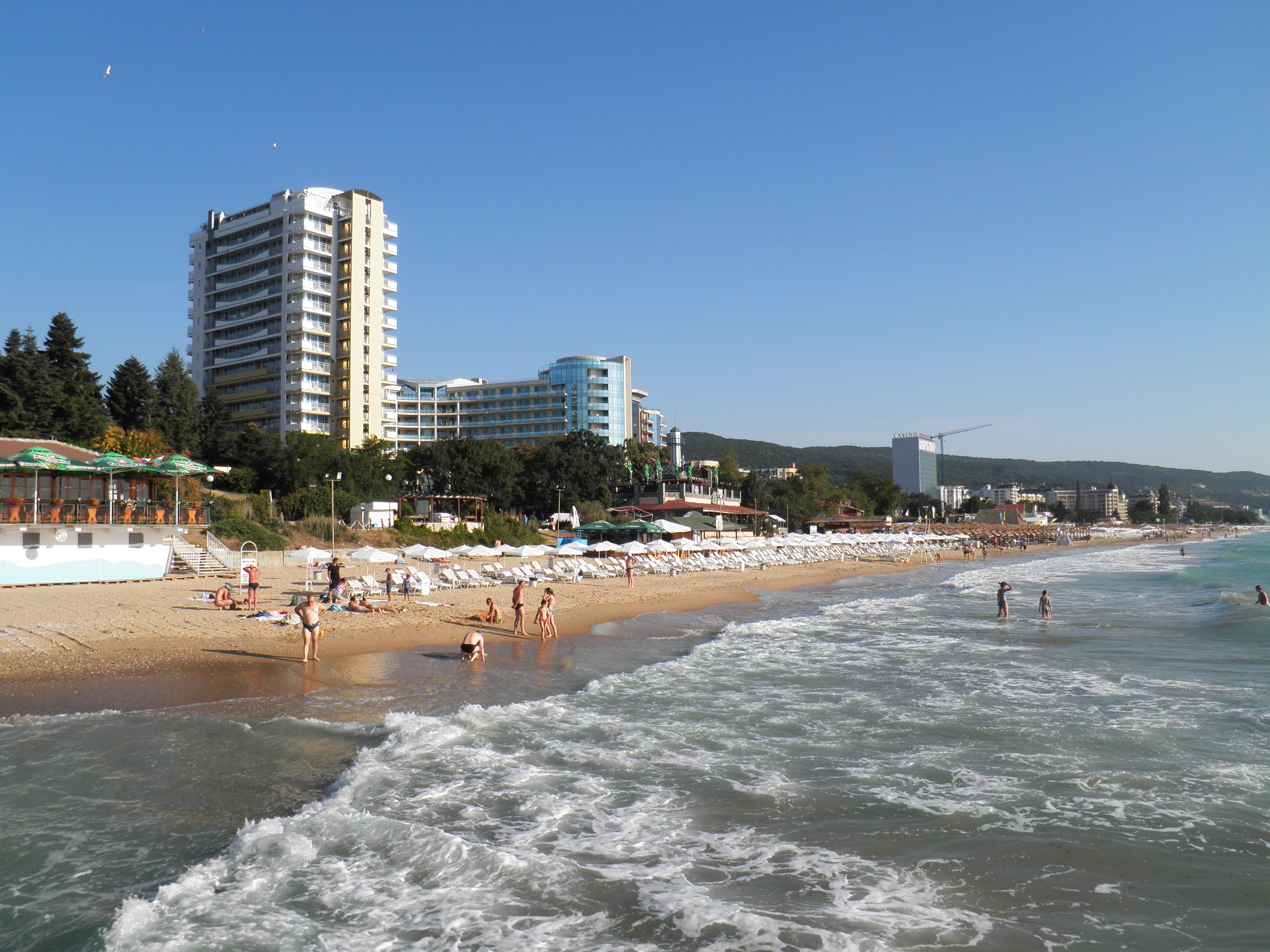
金沙灘一景

金沙灘（羅馬化：Zlatni pyasatsi，[ˈzɫatni ˈpʲasɐt͡si]）是保加利亞黑海海岸北部的一海濱度假小鎮，位於瓦爾納市中心以北18公里處，並通過一系列連續的度假村和別墅社區與城市相連。它是熱門的旅遊目的地。度假村的開發始於1957年。